# Badia de Saleh
La Badia de Saleh (en indonesi Teluk Saleh) és la badia més gran de l'illa de Sumbawa, Indonèsia, situada aproximadament a la part central-nord. Fa 86 kilòmetres de llarg i 36 kilòmetres d'ample. A la desembocadura de la Badia de Saleh hi ha un illot anomenat Moyo, que es va formar en un procés geològic de fa uns 25.000 anys en el qual la Badia de Saleh va aparèixer com una conca de mar.